# هاري ك. ماسون
هاري ك. ماسون (بالإنجليزية: Harry C. Mason)‏ هو سياسي أمريكي، ولد في 22 مايو 1867 في كليفلاند في الولايات المتحدة، وتوفي في 1 أغسطس 1901 في بريسكوت في الولايات المتحدة. حزبياً، نشط في الحزب الجمهوري. وقد انتخب عضو مجلس نواب أوهايو.